# Singara humberti
Singara humberti là một loài bướm đêm trong họ Noctuidae.